# 윤태진 (방송인)
윤태진 (한국 한자: 尹泰珍, 1987년 11월 25일 ~ ) 은 대한민국의 방송인이다. 2010년 전국춘향선발대회에 참가 해 선으로 선발된 후, 이듬해인 2011년 KBS N 스포츠에 스포츠 아나운서로 입사해 활동했다. 2015년 10월 계약 종료로 KBS N을 떠난 후 현재는 프리랜서로 활동 중이다.

## 학력
- 충주중앙초등학교 (졸업)
- 충주북여자중학교 (졸업)
- 국악고등학교 한국무용과 (졸업)
- 이화여자대학교 무용과 (졸업)

## 젊은 시절
윤태진은 1987년 11월 25일 태어났다. 고향은 충청북도 충주이다. 충주중앙초등학교를 졸업했다. 윤태진은 아버지의 손에 이끌려 네 살 때부터 무용을 배웠는데, 처음에는 발레를 배우다가 중학교 때부터 한국무용을 전공했다. 윤태진은 무용을 계속하기 위해 국악고등학교에 진학했고, 고교 졸업 후에는 이화여자대학교 무용과(한국무용 전공)에 입학해 무용을 계속 배웠다.
윤태진은 이후 대학원에 진학해 무용 교수가 되려 했으나 가정 형편 때문에 포기해야 했다. 그녀는 “실력이 안 되거나 다쳐서 그만둔 것은 아니에요... 대학원 교수를 목표로 준비했는데 투자해야 하는 금액이 감당이 안됐어요.”라고 말했다. 윤태진은 대학원 진학을 포기하고 진로를 고민하다가 친구들의 추천으로 2010년 제80회 전국춘향선발대회에 참가했는데, 여기서 선으로 선발되었다. 당시 진은 류효영이었다. 윤태진은 춘향 선으로 선발된 후 몇 번 방송에 출연한 것이 계기가 되어 약 5개월의 준비 기간을 거쳐 스물 다섯 살이던 2011년 10월 KBS N 스포츠에 스포츠 아나운서로 입사했다. 입사 동기는 정인영이었다. 윤태진은 아나운서를 준비하게 된 계기로, 춘향 선으로 뽑힌 후 KBS 《아침마당》에 출연했을 때 만난 이금희 아나운서가 조언해줘서 준비하게 되었다고 밝혔다. 또, 당시 집안 형편 때문에 돈을 벌어야 했던 것도 이유가 되었다고 말했다. 윤태진은 2012년 2월 대학을 졸업했다.

## 경력
프로배구 현장 인터뷰로 방송에 데뷔한 윤태진은 퇴사한 공서영을 대신해 2012년 8월부터 KBS N 스포츠의 야구 하이라이트 프로그램인 《아이 러브 베이스볼》 주말 진행을 맡았다. 이후 주중 진행을 맡던 최희 아나운서가 퇴사하면서 2014년 시즌 평일 진행으로 옮겼고, 주말 진행은 정인영이 맡았다. 윤태진은 같은 방송사의 《스포츠人 명불허전》(2012~2013년), 《축구스토리 축구話》(2012~2013년), 《바스켓M》(2014년)의 진행도 맡았다.
2014년 윤태진은 남성 잡지 《맥심》의 5월호 표지 모델로 선정되었다. 2015년 3월에는 케이블TV 방송대상에서 케이블TV스타상 스포츠부문 인기상을 수상했다.
윤태진은 2015년 10월 31일 KBS N 스포츠와 계약 기간이 만료되어 퇴사했다. 그녀는 “계약직이 2년 법으로 정해져 있고 2년 연장을 할 수 있다. 그걸 다 채웠고 정규직 전환 아니면 회사를 나가는 것 두 가지 선택이 있었다. 회사에서 심사를 보겠느냐 여부를 결정하라고 이야기를 해주셨는데 저는 제가 나오겠다고 결정을 내렸다. 상황상 정규직 전환에 어려움이 있었다. 그래서 회사를 나오는 쪽으로 정리가 됐다”고 말했다. 이후 인터뷰에서 윤태진은 “저도 계약기간이 끝난다는 건 알고 있었는데 그전까지 회사 입장이 어떤지 이야기를 안 해주셨어요. 일주일 전에 어떻게 할 거냐고 이야기를 하셔서 그때는 조금 당황했는데 어쩔 수 없죠.”라고 말했다. 입사 동기인 정인영도 같이 퇴사했다.
2016년 1월 연예 기획사 코엔스타즈는 윤태진과 전속 계약을 맺었음을 발표했다.
2019년 기준으로는 프리랜서로 활동중이다.

## 진행
- 2012년 KBS N 스포츠 《스포츠人 명불허전》
- 2012년 KBS N 스포츠 《축구스토리 축구話》
- 2012년 KBS N 스포츠 《아이 러브 베이스볼》
- 2014년 KBS N 스포츠 《바스켓M》
- 2019년 9월 ~ : 채널A 《채널A 스포츠 뉴스》
- 2019년 10월 7일 ~ 2020년 4월 6일 : 서울경제TV 《허니투데이》
- 2023년 11월 20일 ~ : MBC FM4U 《윤태진의 FM 데이트》

## 출연
- 2016년 tvN 《소사이어티 게임》
- 2016년~2023년 SBS 파워FM《배성재의 텐》

화요일 고정 코너
- 아재 판독기 시즌 1

2016. 4. 3. ~ 2018. 7. 31
- 불편한 것은 불편한 것이다

2018. 8. 7. ~ 2020. 7. 14
- 리빙 포인트

2020. 7. 21. ~ 2021. 3. 23
- 아재 판독기 시즌 2

2021. 3. 30.~ 2022. 1. 04
- 대충 결정해 드립니다 어차피 니 인생이니까

2022. 1. 18. ~ 2023. 11. 14
- 2019년 KBS2 《해피투게더4》
- 2019년 SBS 러브FM 《음악 오디세이》- 토요일 코너 "Feat.윤태진" 고정 출연 (2020년 3월 28일 방송종료)
- 2021년 SBS TV 《골 때리는 그녀들》
- 2022년 MBC TV 《복면가왕》
- 2022년 SBS TV 《연애는 직진》
- 2023년 MBC TV 《구해줘! 홈즈》
- 2024년 유튜브 《노빠꾸 탁재훈 탁스패치》

### 웹예능
| 방송날짜                            | 채널명              | 프로그램                         | 역할       | 비고 |
| ----------------------------------- | ------------------- | -------------------------------- | ---------- | ---- |
| 2019년 11월 13일                    | 《딩고 프리스타일》 | 주x말의 영화                     | 게스트     |      |
| 2019년 11월 19일 ~ 2019년 11월 22일 | 카카오페이지        | 홍진호x윤태진 라면먹으면서 볼래? |            |      |
| 2019년 12월 11일                    | MBCentertainment    | 잠은행 PART2                     | 목소리출연 |      |
| 2019년 12월 20일 ~ 2020년 4월 3일   | Loud G              | 죽어야 사는 여자 시즌1           | 고정출연진 |      |
| 2020년 5월 1일 ~ 2020년 6월 19일    | Loud G              | 죽어야 사는 여자 시즌2           | 고정출연진 |      |
| 2023년 1월 5일                      |                     | 《노빠꾸 탁재훈 탁스패치》       | 게스트     |      |
| 2023년 3월 3일                      |                     | 《축구가 좋은 걸》               | 게스트     |      |

## 홍보 대사
- 2015년 ‘투르 드 코리아 2015’ 홍보대사[23]

## 수상
- 2010년 전국춘향선발대회 선
- 2015년 케이블TV 방송대상 케이블TV스타상 스포츠부문 인기상
- 2022년 SBS 연예대상 여자 신인상
- 2024년 방송연예대상 여자 신인상